# مردان راه‌آهن
مردان راه‌آهن: داستان ناگفتهٔ بوپال ۱۹۸۴ یک مینی‌سریال هندی و درام تاریخی، به زبان هندی محصول سال ۲۰۲۳ است که دربارهٔ کارگران راه آهنی است که جان بسیاری را در جریان نشت گاز سمی در سال ۱۹۸۴ در کارخانه شرکت شیمیایی Union Carbide India Limited در بوپال نجات دادند. این سریال توسط یاش راج فیلمز (بخش استریم یاش راج فیلمز) تولید شد و رانگاناتان مدهوان، کی کی منون، Divyenndu و Babil Khan در آن بازی می‌کنند. سانی هندوجا و جوهی چاولا مهتا در نقش‌های فرعی این فیلم ایفای نقش کردند.
هر چهار قسمت این مینی‌سریال که از دسامبر ۲۰۲۱ تا ماه مه ۲۰۲۲ فیلمبرداری شد، در ۱۸ نوامبر ۲۰۲۳ در نتفلیکس منتشر شد.